# Grupo Financiero Banamex
O Grupo Financeiro Banamex S.A. de C.V. tem suas origens e é proprietário do Banco Nacional de México ou Citibanamex (anteriormente Banamex). É o segundo maior banco do México. O Grupo Financeiro Banamex foi comprado pelo Citigroup em agosto de 2001 por US$ 12,5 bilhões. Continua a operar como subsidiária do Citigroup.

## História
O Banamex foi constituído em 2 de junho de 1884 a partir da fusão de dois bancos, o Banco Nacional Mexicano e o Banco Mercantil Mexicano, que operavam desde o início de 1882. O banco recém-fundado possuía agências em Mérida, Veracruz, Puebla, Guanajuato e San Luis Potosí, e abriu uma agência em Guadalajara. O banco foi reorganizado em 1926, tornando-se um banco de financiamento e estabelecendo a primeira agência de um banco latino-americano em Nova Iorque.
O Banamex introduziu gradualmente diversas inovações de produtos financeiros no mercado mexicano, incluindo contas de poupança (em 1929), linhas de crédito pessoal (em 1958), cartões de crédito (em 1968) e bancos bancários (em 1972). Em 1981, o Banamex adquiriu o California Commerce Bank.

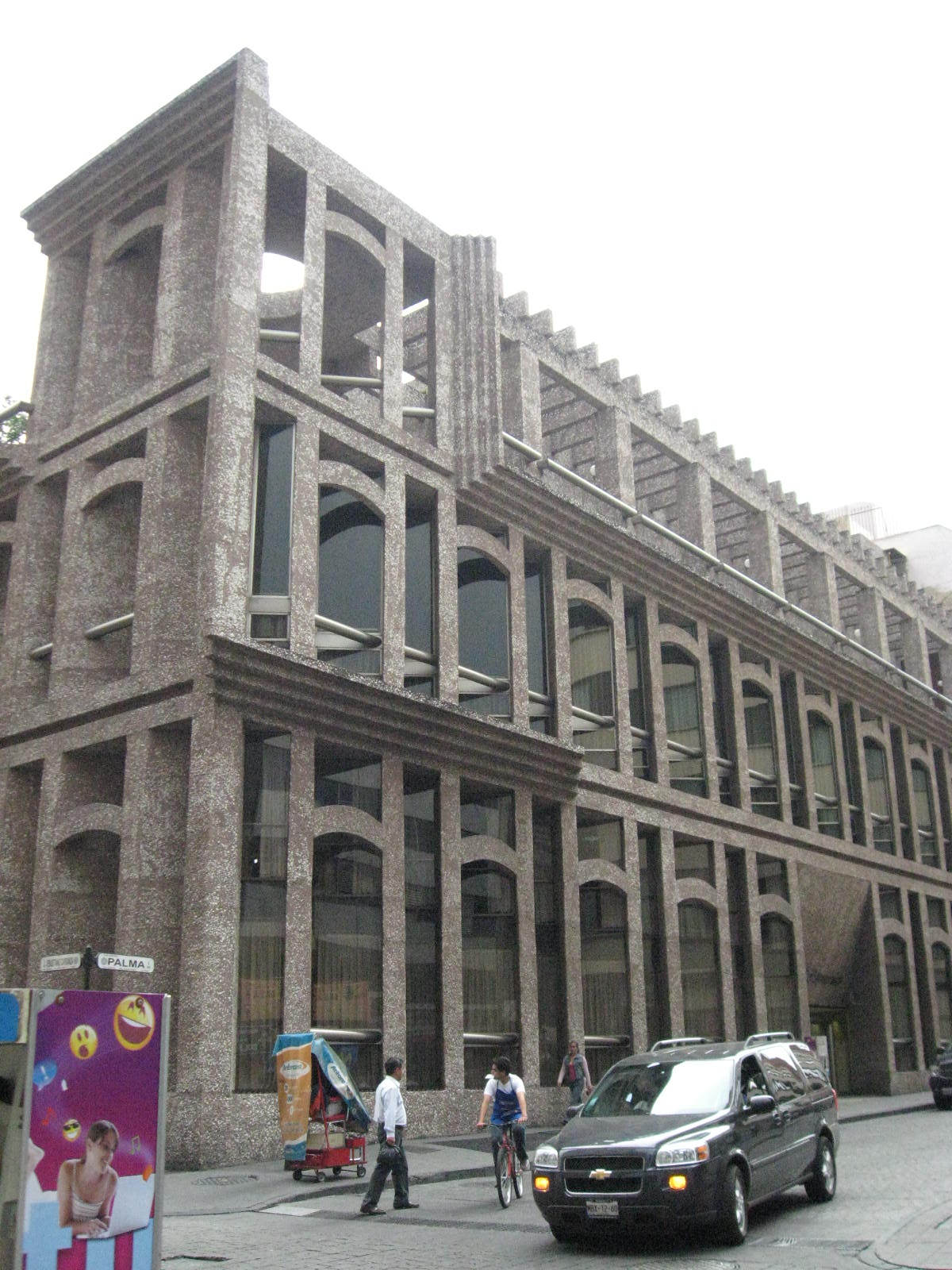
Fachada do edifício Banamex, localizado na esquina das ruas Carranza e Palma, no Centro Histórico da Cidade do México.

Em meio a uma grave crise econômica (1982), o presidente José López Portillo anunciou uma grande desvalorização do peso e nacionalizou todos os bancos privados no México. Nos nove anos seguintes, o Banamex operou como uma associação nacional de crédito de propriedade do governo. Em 1991, o Banamex foi reprivatizado e estabeleceu o Grupo Financeiro Banamex–Accival com o banco de investimentos Ações e Valores do México (Accival).
Nos quatro anos seguintes, o Banamex e o restante dos bancos privados mexicanos presidiram uma expansão sem precedentes do crédito privado no México. Essa expansão ocorreu em um ambiente caracterizado por: i) falta de cultura de crédito nos bancos recém-privatizados, comprados em múltiplos ricos por indivíduos e organizações sem experiência em empréstimos; e ii) negligência na supervisão pelas autoridades reguladoras, o que levou a algumas instâncias para a ocorrência de transações irregulares (como transações com partes relacionadas).
O resultado dessa expansão agressiva do crédito foi sobrecarregar o balanço do banco (índices de qualidade da carteira de empréstimo e índices de capitalização). A macro-desvalorização dos pesos mexicanos em dezembro de 1994 (ver a dezembro Mistake) e o conseqüente aumento significativo nas taxas de juros domésticas, aliado a uma dramática recessão econômica, fez com que Banamex e grande parte dos bancos privatizados se tornassem essencialmente insolventes.
A fim de evitar os efeitos potencialmente catastróficos das falências bancárias generalizadas, o governo de Ernesto Zedillo decidiu resgatar os bancos problemáticos por meio de um fundo governamental (Instituto de Protección al Ahorro Bancario ou IPAB, mais tarde denominado Fondo Bancario de Protección al Ahorro ou Fobaproa). O IPAB instou os acionistas dos bancos a injetar novo patrimônio nos bancos, comprometendo-se a comprar dos bancos empréstimos vencidos em uma proporção de dois para um (ou, em alguns casos, maior) em relação ao capital novo recém-injetado em troca de uma nota governamental de longo prazo com juros capitalizados. O Banamex acabou vendendo $ _ em empréstimos vencidos ao IPAB, e seus acionistas injetaram $_  em novos ativos. A combinação dessas medidas, juntamente com a recuperação da economia mexicana, ajudou a limpar o balanço do banco.
De 1997 a 2001, Roberto Hernández Ramírez foi o CEO. Em 1997, o Afore Banamex foi criado para acessar o recém-criado mercado de fundos de pensão.
Em 6 de agosto de 2001, o Citigroup Inc. adquiriu o Grupo Financiero Banamex-Accival por US$ 12,5 bilhões, que se tornou o Grupo Financiero Banamex. Essa foi a maior fusão corporativa entre EUA e México. As operações do Grupo Financiero Banamex foram integradas aos relativamente pequenos negócios do Citibank no México, sob a marca Banamex.
Em outubro de 2014, foram feitas alegações de que os funcionários haviam recebido milhões de dólares em propinas de fornecedores. As autoridades do México e dos Estados Unidos estão investigando as acusações. O Citigroup encorajou Manuel Medina-Mora a renunciar.

## Subsidiárias

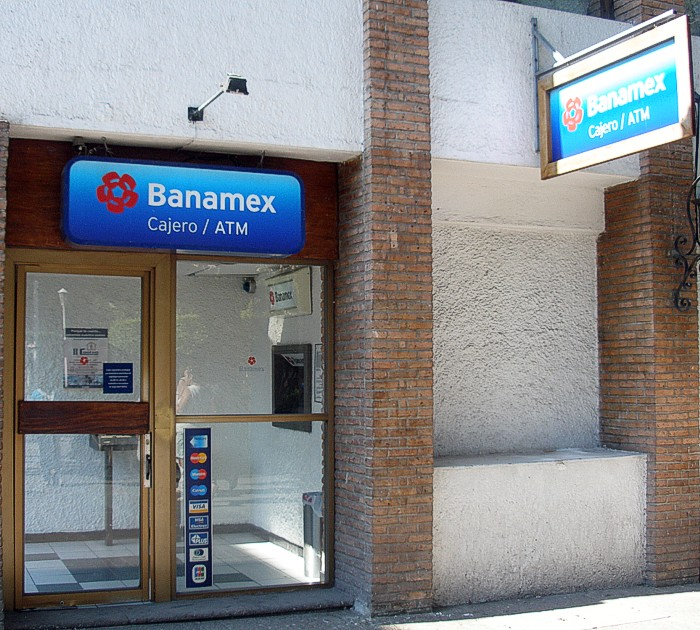
Um caixa eletrônico da Banamex em Puerto Vallarta

As subsidiárias do Grupo Financiero Banamex são as seguintes:
- Banamex
- Accival
- Antes Banamex
- Seguros Banamex
- Arrendadora Banamex
- Operadora e Impulsora de Negocios
- Acción Banamex
- Pensões Banamex
- Fomento Cultural
- Fomento Social

### Banamex USA
Após a compra do Banamex pelo Citigroup em 2001, o Banamex decidiu expandir-se para os EUA abrindo uma subsidiária no país e criando o Banamex USA. A maioria das agências bancárias estava localizada no sudoeste, com agências na Califórnia, Texas e Arizona. A subsidiária dos EUA não durou muito e foi encerrada em 2015 após uma investigação de seis anos no esquema de lavagem de dinheiro do Citigroup e do Grupo Financiero Banamex pelo Departamento de Justiça dos EUA. Isso resultou no Citigroup ter que pagar uma multa de US$ 140 milhões.